# Andreas Rumpf
Gustav Andreas Christian Rumpf (* 3. Dezember 1890 in Potsdam; † 22. Mai 1966 in Köln) war ein deutscher Klassischer Archäologe.

## Familie

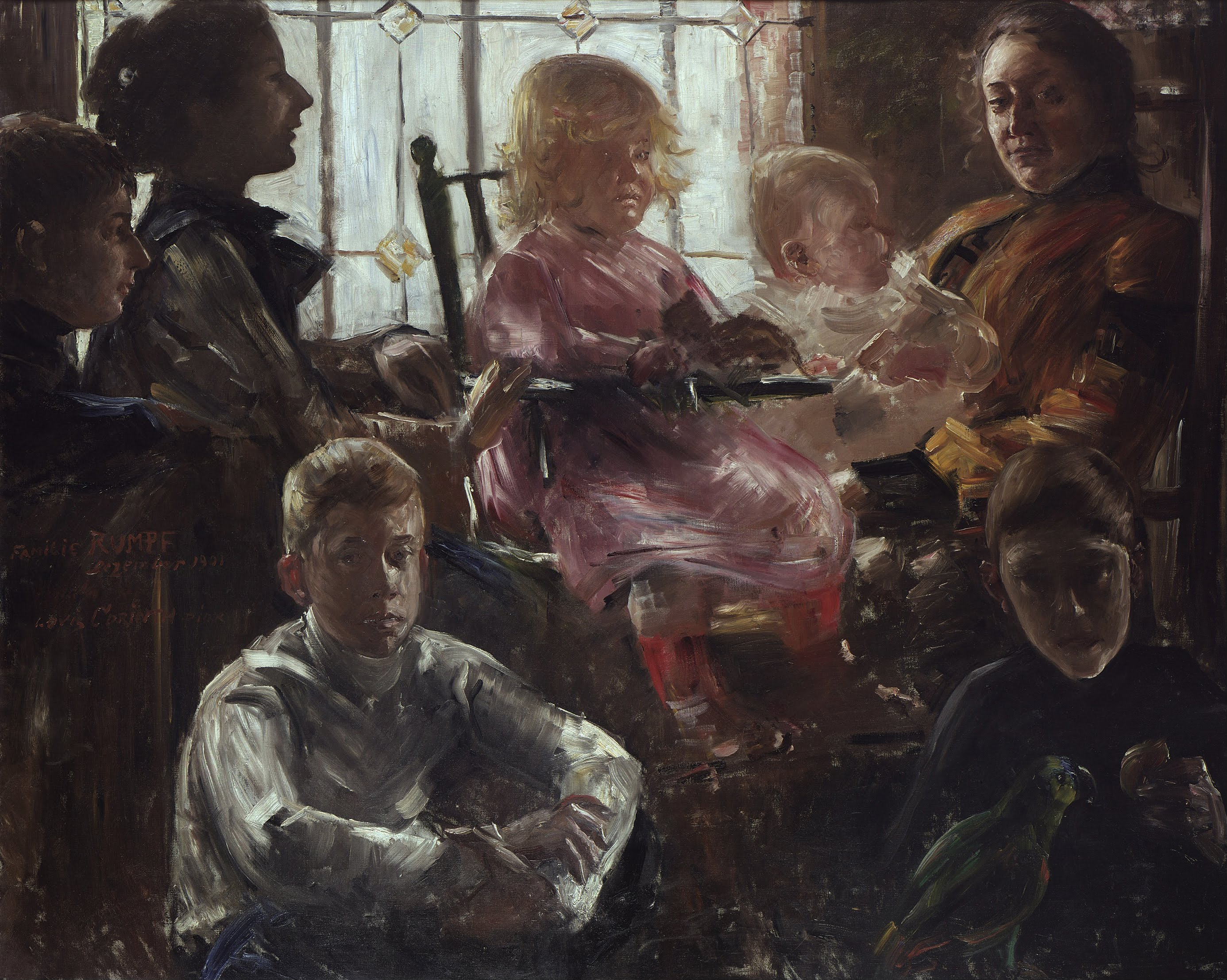
Frau Rumpf und ihre sechs Kinder im Esszimmer der Villa Rumpf, Potsdam 1901, Lovis Corinth; Nationalgalerie Berlin

Andreas war eines der sechs Kinder des Malers Fritz Rumpf (1856–1927) (der ältere) und seiner Ehefrau Margarete Rumpf, geb. Gatterer, die mit zahlreichen Künstlern wie u. a. dem Maler Lovis Corinth befreundet waren. Der Vater erbaute 1895 die Villa Rumpf in Potsdam.
Alle sechs Geschwister, wie die älteste Tochter Gertraut, der älteste Sohn Fritz Rumpf (der jüngere) (1888–1949) und der zweitälteste Sohn Karl-Heinrich (1889–1914) Artillerieleutnant, gefallen 1914 in Lotz
und auch der jüngste Sohn Andreas wurden schon früh an die Kunst herangeführt. 

## Leben
Andreas Rumpf studierte in  Leipzig bei Franz Studniczka Klassische Archäologie und wurde dort 1915 mit einer Arbeit über Die Wandmalereien in Veji promoviert. Am selben Ort habilitierte er sich 1923 mit einer Arbeit zu den Chalkidischen Vasen, einer speziellen Gruppe schwarzfiguriger Keramik. Im Jahr 1928 übernahm er die neu eingerichtete Professur für Klassische Archäologie an der Universität zu Köln, die er bis zu seiner Emeritierung 1960 innehatte. 1940 wurde er als korrespondierendes Mitglied in die Preußische Akademie der Wissenschaften aufgenommen.
Rumpf starb 1966 im Alter von 75 Jahren in einem Kölner Krankenhaus. Er war verwitwet von Minna Emma Frida geb. Schumann, die er 1924 in Leipzig geheiratet hatte.
Sein Nachlass befindet sich im Universitätsarchiv Köln.

## Schriften (Auswahl)
- Chalkidische Vasen. de Gruyter, Berlin 1927.
- Malerei und Zeichnung der klassischen Antike (= Handbuch der Altertumswissenschaft. Abt. 6: Handbuch der Archäologie. Bd. 4). Beck, München 1953.
- Archäologie. Band 1: Einleitung. Historischer Überblick (= Sammlung Göschen. 538). de Gruyter, Berlin 1953.
- Archäologie. Band 2: Die Archäologensprache. Die antiken Reproduktionen (= Sammlung Göschen. 539). de Gruyter, Berlin 1956.
- Stilphasen der spätantiken Kunst. Ein Versuch (= Arbeitsgemeinschaft für Forschung des Landes Nordrhein-Westfalen. Geisteswissenschaften. 44, ISSN 0570-5649). Westdeuter Verlag, Köln u. a. 1957.